# Johann Ackermann (Musiker)
Johann Franz Ackermann (* 1836 in Böhmisch Leipa; † 24. Februar 1918 in Dresden) war ein deutscher Violinist und Kammermusiker.

## Leben und Werk
Ackermann stammte aus dem Königreich Böhmen und war der Sohn des Drechslermeisters Johann Ackermann und dessen Ehefrau Theresia geborene Wagner. In seiner Geburtsstadt Leipa erhielt er den ersten Musikunterricht und erlernte das Spielen der Violine bei seinem Lehrer Michel. Von 1849 bis 1855 besuchte er das Prager Konservatorium und wurde dort von Moritz Mildner unterrichtet. Im darauffolgenden Jahr erhielt er im benachbarten Königreich Sachsen am Hoftheater in der Residenzstadt Dresden eine feste Stelle als Violinist, die er über drei Jahrzehnte bekleidete. Er gehörte der Königlich Musikalischen Kapelle an. Anfangs, so im Jahre 1869, gab er in seiner Heimatstadt noch Kammerkonzerte.
Er wirkte u. a. mit Karol Jósef Lipiński und Eduard Rappoldi zusammen.
Am 31. Oktober 1897 schied er aus der Königlich Musikalischen Kapelle aus.
Am 24. Februar 1918 starb er als Witwer in seiner Dresdner Wohnung, Chemnitzer Straße 55. Er hinterließ die Tochter Elisabeth Ackermann.